# クリストフ・クラマー
クリストフ・クラマー（Christoph Kramer, 1991年2月19日 - ）は、ドイツ・ゾーリンゲン出身のサッカー選手。ポジションはミッドフィールダー。

## 来歴

### クラブ

#### ユース時代
9歳の時に地元のクラブであるBVグレーフラートから、バイエル・レバークーゼンに加入。しかし15歳の時の2006年に、身長の低さを理由にレバークーゼンからの退団を宣告され、フォルトゥナ・デュッセルドルフへ移籍。その後身長が30cm伸び、2008年にレバークーゼンへ復帰。2010-11シーズンにはレバークーゼンの2部チームでシニアチームとしての出場を経験した。

#### ボーフム
2011-12シーズンはツヴァイテリーガのVfLボーフムへレンタル移籍し、2011年7月18日のフォルトゥナ・デュッセルドルフ戦に途中出場し初出場を記録。2012年2月25日のSpVggグロイター・フュルト戦で初得点を挙げた。
2012-13シーズンはリーグ最多の852回のタックルを仕掛け半分を成功させた。また73回のファールを与えながら、イエローカードは8枚に抑えた。ボーフムでの2シーズンでは61試合に出場し4得点を挙げた。

#### ボルシアMG
2013年7月にボルシアMGに2年間のレンタルで移籍。2013-14シーズン開幕戦のバイエルン・ミュンヘン戦でブンデスリーガデビューを飾ると、シーズンを通してレギュラーとしてプレー。8月17日のハノーファー96戦で移籍後初得点を挙げた。シーズン終盤の5月にはUEFAヨーロッパリーグ出場を争う1.FSVマインツ05戦、VfLヴォルフスブルク戦と2戦連続でゴールを挙げ、ボルシアMGの6位フィニッシュとヨーロッパリーグ出場に貢献した。2023年1月3日、クラブと2025年夏までの契約延長をしたと発表された。

### 代表

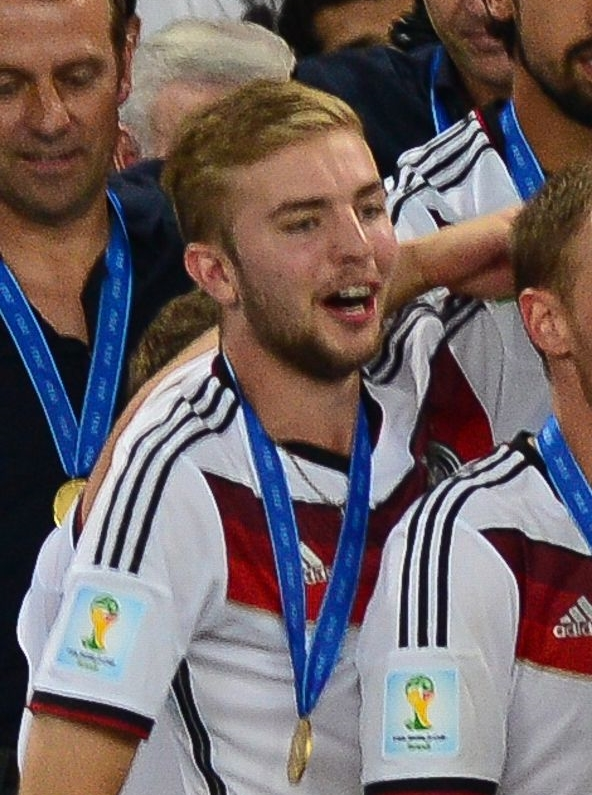
2014 FIFAワールドカップ表彰式でのクラマー

世代別代表を経験後、2014年5月13日のポーランドとの親善試合にフル出場し代表デビュー。当初クラマーは2014 FIFAワールドカップのドイツ代表候補メンバーには含まれておらずポーランド戦のみの招集の予定であったが、中盤の選手の事情や試合、練習での活躍が認められ、ワールドカップメンバーに選出された。
ワールドカップでは決勝トーナメント1回戦のアルジェリア戦に延長戦後半109分から途中出場し、ワールドカップデビュー。サミ・ケディラの負傷によりアルゼンチンとの決勝戦では先発出場したが、31分にエセキエル・ガライとの接触で脳震盪を起こし、途中交代。試合中の記憶を失い、主審のニコラ・リッツォーリに試合が決勝戦であることを確認するほどであった。

## 人物・プレースタイル
主に守備的ミッドフィールダーとしてプレーする。2013-14シーズンの1試合の平均走行距離がリーグトップの13.1kmを記録するなど、豊富な運動量を持っている。また毎日サッカー日記をつけるなど、勤勉で努力家である。
ボーフム時代に対戦したウニオン・ベルリンのキャプテン、トーステン・マトゥシュカを尊敬し、部屋に彼のユニフォームを飾っている。
幼少時はレアル・マドリードとマンチェスター・ユナイテッドのファンであり、レアル・マドリード移籍の報道が出た際には「記事を額縁に入れて飾りたい」と語った。
収集癖があり、2021年1月には、かねてから収集していたポケモンカードの初代ポケモンに登場する151匹を集めきったことが報じられた。

## 代表歴

### 出場大会
- ドイツ代表
  - 2014 FIFAワールドカップ

### 試合数
- 国際Aマッチ 12試合 0得点（2014年-2016年）[20]

| ドイツ代表 | 国際Aマッチ | 国際Aマッチ |
| 年         | 出場        | 得点        |
| ---------- | ----------- | ----------- |
| 2014       | 8           | 0           |
| 2015       | 3           | 0           |
| 2016       | 1           | 0           |
| 通算       | 12          | 0           |

## 獲得タイトル

### 代表
ドイツ代表
- FIFAワールドカップ：2014